# Circolo Nautico Posillipo (pallanuoto)
Il Circolo Nautico Posillipo è una società pallanuotistica di Napoli, fondata nel 1925, con il nome di Circolo Nautico Giovinezza. È tra i più prestigiosi club italiani in tale disciplina, avendo vinto 11 scudetti (il primo nel 1985), una Coppa Italia, 3 Champions League, 2 Coppe delle Coppe, 1 Coppa LEN e 1 Supercoppa LEN. Gioca le sue gare interne nella Piscina Felice Scandone ed ha la sua sede sociale nel quartiere di Posillipo.
Dal 1980 partecipa ininterrottamente al campionato di Serie A1; la massima divisione della pallanuoto italiana in cui partecipò per la prima volta nel 1967.

## Storia

### L'arrivo in Serie A e i primi trionfi (1980-1989)
Il Posillipo arriva al massimo campionato nel 1980, approdandovi per la seconda volta nella sua storia dopo una sola promozione nel 1966 che però valse al sodalizio una sola stagione di permanenza nella massima serie. I primi campionati sono di assestamento ma già nel 1983, la compagine rosso-verde raggiunge un lusinghiero terzo posto. L'exploit vero arriva però nel 1985, quando il Posillipo vince il titolo nazionale per la prima volta sotto la guida di Paolo De Crescenzo, che sarà il trainer delle grandi vittorie posillipine, dopo soli 5 anni dall'arrivo in massima serie. Il titolo del 1985 sancisce l'inizio di anni di dominio, in chiave sia nazionale che internazionale, della formazione. Infatti l'impresa viene ripetuta anche l'anno successivo, mentre il 1987 è l'anno della conquista della Coppa delle Coppe. Nel 1988 conquista il terzo scudetto, bissato nella stagione seguente, oltre ad essere finalista nella Supercoppa Len. 

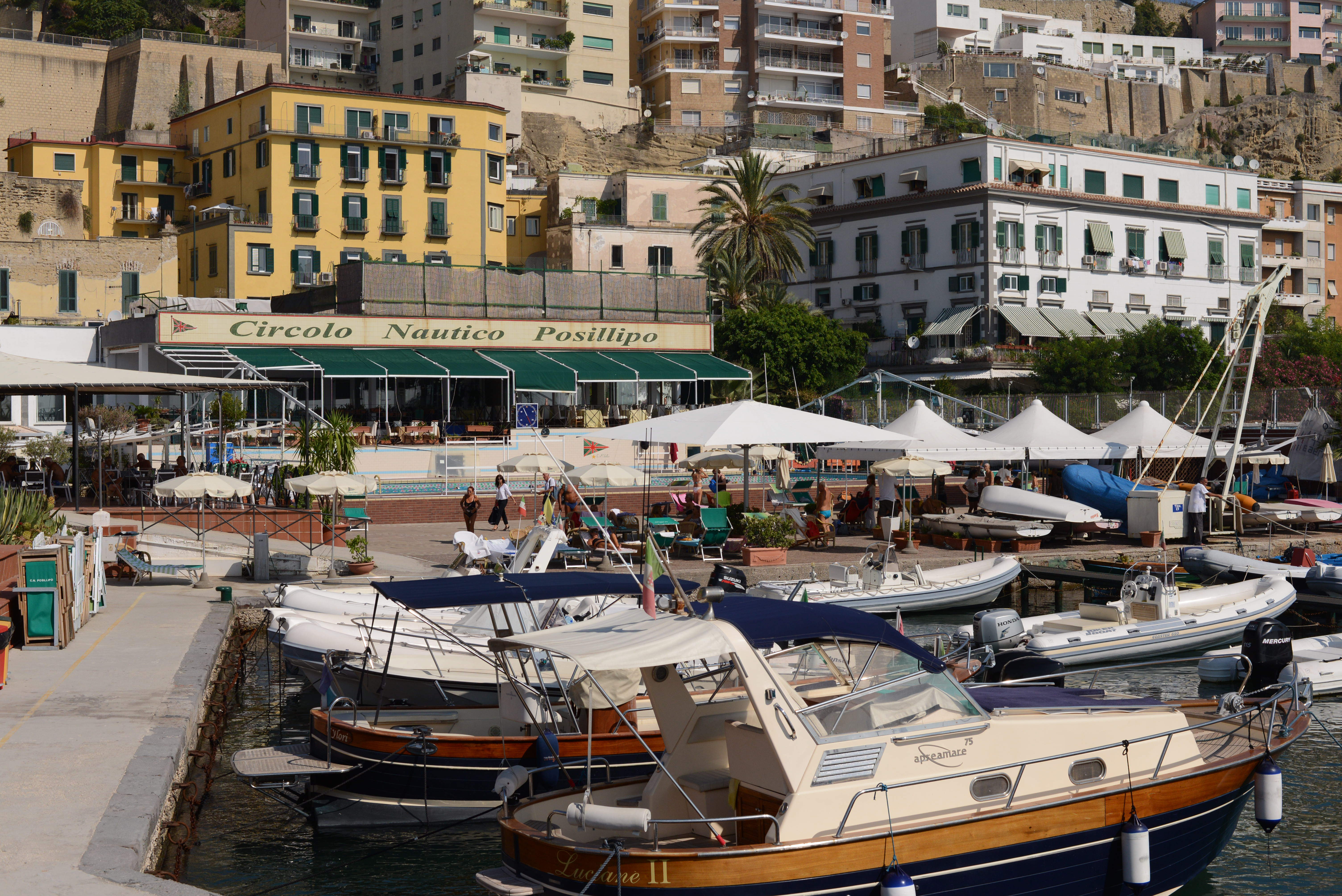
Porticciolo e la sede del circolo

### Il dominio in Italia ed in Europa (1990-1999)
I campionati a cavallo del 1990 sono avari di soddisfazioni ed il titolo nazionale ritorna solo nel 1993 e verrà detenuto ininterrottamente fino al 1996. Il 1997 è l'anno della vittoria del massimo trofeo continentale: la squadra vince la Coppa dei Campioni davanti al proprio pubblico in una piscina Scandone letteralmente stracolma. L'anno dopo si ripete la conquista del titolo europeo, a confermare che il Posillipo in quel periodo è tra le squadre più in forma del mondo. In campionato la squadra non trova il successo, arrivando al secondo posto per tre anni di fila.

### Il nuovo millennio: la Stella (2000-oggi)
Il nuovo millennio si apre con due titoli nazionali consecutivi nel 2000 e nel 2001 (anno della conquista della stella dopo la vittoria del 10º titolo), mentre nel 2003 la squadra conquista la sua seconda Coppa delle Coppe. Il 2004 ed il 2005 sono gli anni della riconquista rispettivamente dello scudetto e della Coppa dei Campioni. Nel 2006 riesce a raggiungere il traguardo della Supercoppa LEN, ma in campionato continua a non svettare su tutte le altre squadre, piazzandosi sempre tra le prime posizioni ma mai prima e nel 2007 è finalista in Coppa Italia. L'11 aprile 2015, a dieci anni dall'ultimo trionfo europeo, i rossoverdi si aggiudicano l'ultimo titolo che ancora mancava nel loro palmarès, la LEN Euro Cup, vincendo, in una Scandone gremita, il derby di ritorno contro l'Acquachiara dei grandi ex Franco Porzio e Paolo De Crescenzo per 11-10, dopo il 6-6 dell'andata.

## Simboli
La bandiera e il guidone del Posillipo hanno dal 1943 lo sfondo verde sormontato da una croce latina e una croce di Sant'Andrea rosse, orlate di bianco (sullo stile della bandiera del Regno Unito). Essi furono una delle condizioni proposte per far risorgere il circolo.

## Palmarès

### Trofei nazionali

Il Posillipo vincitore del titolo italiano maschile di pallanuoto 1995-1996

- Campionato italiano: 11

1985, 1986, 1988, 1989, 1993, 1994, 1995, 1996, 2000, 2001 , 2004
- Coppe Italia: 1

1987
- Trofeo del Giocatore: 21

1981, 1982, 1983, 1984, 1986, 1987, 1988, 1993, 1994, 1995, 1996, 1997, 1998, 1999, 2001, 2004, 2007, 2008, 2009, 2010, 2019

### Trofei internazionali
- Coppa dei Campioni/Eurolega: 3

1996-97, 1997-98, 2004-05
- Coppe LEN: 1

2014-15
- Coppa delle Coppe: 2

1988, 2003
- Supercoppa LEN: 1

2005

### Trofei giovanili
- Campionato italiano Juniores: 8

1981, 1983, 1984, 1996, 2008, 2009, 2010, 2019
- Campionato italiano Allievi: 5

1981, 1986, 1987, 1998, 2009
- Campionato italiano Under-16: 1

2023
- Campionato italiano Ragazzi: 3

2003, 2016, 2019

## Onorificenze
- Stella di bronzo al Merito Sportivo: 1968
- Stella d'argento al Merito Sportivo: 1974
- Stella d'oro al Merito Sportivo: 1975

## Sponsor
- 1982-1985: Parmacotto
- 1986-1988: Original Marines
- 1989-1992: Socofimm
- 1993-1994: De Georgio Trasporti
- 1994-1995: Original Marines
- 1995-1996: Record Cucine
- 1997-2000: Themis Assicurazioni
- 2000-2002: Telemarket
- 2002-2004: Carpisa
- 2004-2005: Lottomatica
- 2005-2007: Atlantis
- 2008-2009: Euronics Tufano
- 2013-2014: DOOA
- 2015-2017: Robertozeno
- 2024-2025: Punto Netto
- 2025-2028: Ranieri Impiantistica

## Allenatori
- 1946-1952: ?
- 1952-1953:  Umberto Bastianini
- 1958-1962:  Massimo De Giovanni
- 1962-1963:  Giannino De Bernardo
- 1963-1964:  Jobo Kurtini
- 1964-1965: ?
- 1965-1967:  Jobo Kurtini
- 1967-1978: ?
- 1978-1983:  Mino Marsili
- 1983-1988:  Paolo De Crescenzo
- 1988-1989:  Guglielmo Cacace
- 1989-1990:  Guglielmo Cacace
 Paolo De Crescenzo
- 1990-1992:  Sante Marsili
- 1992-2002:  Paolo De Crescenzo
- 2002-2003:  Piero Fiorentino
- 2003-2005:  Giuseppe Porzio
- 2005-2007:  Paolo De Crescenzo
- 2007-2012:  Carlo Silipo
- 2012-2013:  Mauro Occhiello
- 2013-2015:  Bruno Cufino
- 2015-2017:  Mauro Occhiello
- 2017-2024:  Roberto Brancaccio
- 2024-Oggi:  Giuseppe Porzio

## Organico

### Rosa maschile 2025-2026
| N° |                      | Ruolo | Giocatore               |
| -- | -------------------- | ----- | ----------------------- |
|    | Italia (bandiera)    | P     | Roberto Spinelli        |
|    | Italia (bandiera)    | P     | Luca Izzo               |
|    | Italia (bandiera)    | P     | Roberto Longo           |
|    | Italia (bandiera)    | D     | Vincenzo Renzuto Iodice |
|    | Serbia (bandiera)    | D     | Milos Milicic           |
|    | Italia (bandiera)    | D     | Zeno Bertoli            |
|    | Italia (bandiera)    | D     | Giobatta Valle          |
|    | Australia (bandiera) | A     | Milos Maksimovic        |
|    | Italia (bandiera)    | A     | Agostino Maria Somma    |

| N° |                       | Ruolo | Giocatore            |
| -- | --------------------- | ----- | -------------------- |
|    | Montenegro (bandiera) | D     | Danilo Radovic       |
|    | Italia (bandiera)     | A     | Mattia Rocchino      |
|    | Italia (bandiera)     | A     | Nicola Cuccovillo    |
|    | Italia (bandiera)     | CB    | Emiliano Aiello      |
|    | Italia (bandiera)     | CB    | Ernesto Maria Serino |
|    | Ungheria (bandiera)   | CB    | Norbert Nagy         |
|    | Italia (bandiera)     | CV    | Giuliano Mattiello   |
|    | Italia (bandiera)     |       | Jacopo Parrella      |

### Staff tecnico
- Allenatore: Giuseppe Porzio
- Medico sociale: Guglielmo Lanni
- Preparatore atletico: Francesco Rizzo
- Fisioterapista: Silvio Ausiello
- Capo delegato sezione pallanuoto: Paride Saccoia

### Rosa femminile 2013-2014
| N° |                   | Ruolo | Giocatore        |
| -- | ----------------- | ----- | ---------------- |
|    | Italia (bandiera) | P     | Raffaella Drei   |
|    | Italia (bandiera) | D     | Fiorella Savino  |
|    | Italia (bandiera) | D     | Claudia Ferrone  |
|    | Italia (bandiera) | D     | Giulia Zazzaro   |
|    | Italia (bandiera) | CV    | Federica Ozzella |
|    | Italia (bandiera) | CV    | Federica Rumolo  |
|    | Italia (bandiera) | A     | Angela Colella   |

| N° |                   | Ruolo | Giocatore           |
| -- | ----------------- | ----- | ------------------- |
|    | Italia (bandiera) | A     | Giovanna Capuano    |
|    | Italia (bandiera) | A     | Miriam De Clemente  |
|    | Italia (bandiera) | A     | Chiara Vitiello     |
|    | Italia (bandiera) | A     | Marzia Maglitto     |
|    | Italia (bandiera) | A     | Francesca De Chiara |
|    | Italia (bandiera) | CB    | Adriana Cristiano   |

### Staff tecnico
- Allenatore: Facundo Policarpo
- Medico sociale: Maurizio Marassi
- Dirigente: Angelo Ozzella
- Preparatore atletico: Dino Sangiorgio